# Athletic Football Club Eskilstuna
L'Athletic Football Club Eskilstuna, comunemente abbreviato in AFC Eskilstuna e precedentemente noto come AFC United quando la sede sociale era ancora a Solna, è una società calcistica svedese con sede a Eskilstuna. Milita in Ettan, la terza divisione del campionato svedese, a seguito della retrocessione occorsa al termine della Superettan 2023.

## Storia
L'Athletic FC fu creato nel 2007 per mano di Alex Ryssholm, avvocato russo trasferitosi in Svezia negli anni '80 per aiutare l'azienda Scania ad affermarsi sul mercato russo e su quello ucraino. Con l'aiuto della moglie Olga Åstedt e di José Franco, l'obiettivo fu quello di formare una scuola calcio ispirata dalle metodologie delle grandi squadre del calcio europeo. Inizialmente il campionato era quello di Division 7, ma nel 2010 la squadra ha iniziato a giocare in Division 4 grazie alla collaborazione con l'Atletico Husby, che militava in quella serie.
Due anni più tardi, nel 2012, il patron Alex Ryssholm accettò di stringere un patto con la dirigenza del Väsby United, squadra impegnata che stava attraversando una seria crisi finanziaria e con cui era già attiva una collaborazione. Nello specifico, Ryssholm accettò di pagare i debiti del Väsby United rilevandone l'attività e la partecipazione al campionato di Division 1. A seguito di questo accordo, l'Athletic FC fu rinominato Athletic FC United.
Per la stagione 2014 come allenatore fu ingaggiato Özcan Melkemichel (che in precedenza aveva portato il Syrianska dai campionati minori fino alla massima serie), e arrivarono giocatori che avevano già giocato in Allsvenskan o in Superettan, come Alessandro Pereira e Filip Rogić, oppure Josh Wicks che aveva giocato nella MLS americana. In squadra erano già presenti alcuni giocatori esperti come Omar Jawo. In parallelo, l'attività giovanile è stata incrementata a 250 ragazzi. Sempre a partire dal 2014, la squadra ha abbandonato lo stadio Vilundavallen di Upplands Väsby per trasferirsi allo Skytteholms IP di Solna. L'annata terminò con il 1º posto nel campionato di Division 1 Norra, posizione che consentì la partecipazione alla Superettan 2015, la seconda serie nazionale.
Il 7 luglio 2016 la dirigenza dell'AFC United (che in quel momento a metà campionato occupava il 2º posto in Superettan) annunciò che a partire dal 2017 il club si sarebbe spostato da Solna a Eskilstuna. La fusione con la locale squadra di Division 1, l'Eskilstuna City, ha modificato la denominazione in AFC Eskilstuna. A fine stagione il piazzamento in classifica venne mantenuto, e fu raggiunta la prima storica promozione in Allsvenskan.
Al posto di Melkemichel, passato al Djurgården, è stato Per "Pelle" Olsson a guidare la squadra all'esordio in Allsvenskan. Dopo l'11ª giornata Olsson è stato esonerato in favore dell'inglese Michael Jolley, ma il cambio di allenatore non è bastato per evitare l'ultimo posto in classifica e la conseguente retrocessione.
Il terzo posto nella Superettan 2018 ha consentito all'AFC di affrontare gli spareggi promozione contro il Brommapojkarna. La squadra ha perso 0-1 la sfida di andata ed è andata sotto anche in quella di ritorno, ma nel secondo tempo ha recuperato due gol di scarto finendo per salire in Allsvenskan grazie alla regola del gol in trasferta. Pochi mesi dopo, nella Coppa di Svezia 2018-2019, l'AFC Eskilstuna è riuscito a farsi strada superando anche le semifinali, con la vittoria ai rigori in trasferta contro l'AIK. Nella finale contro l'Häcken tuttavia è arrivata una sconfitta per 3-0. All'ultima giornata del campionato 2019, la squadra è retrocessa in Superettan dopo aver perso a Falkenberg contro una diretta concorrente per la salvezza. Un'ulteriore discesa la si registrò al termine della Superettan 2023, quando al termine di una lotta salvezza molto combattuta fu proprio l'AFC Eskilstuna a piazzarsi all'ultimo posto, retrocedendo in terza serie.

## Palmarès

### Competizioni nazionali
- Division 1: 1

2014 (come AFC United)

### Altri piazzamenti
- Coppa di Svezia:

Finalista: 2018-2019
- Superettan:

Secondo posto: 2016 (come AFC United)
Terzo posto: 2018